# Cobitis biwae
Cobitis biwae es una especie de peces de la familia Cobitidae en el orden de los Cypriniformes.

## Reproducción
Es ovíparo.

## Morfología
• Los machos pueden llegar alcanzar los 9 cm de longitud total.

## Hábitat
Vive en zonas de clima templado.

## Distribución geográfica
Se encuentra en Honshu, Shikoku y Kyushu, en el Japón.